# Baekgok-myeon
Baekgok-myeon (koreanska: 백곡면) är en socken i den centrala delen av Sydkorea, 85 km söder om huvudstaden Seoul. Den ligger i landskommunen Jincheon-gun i provinsen Norra Chungcheong.